# Ożaglowanie bermudzkie

Grot bermudzki na jachcie typu ket.

Ożaglowanie bermudzkie – rodzaj ożaglowania skośnego z trójkątnym żaglem przymocowanym likiem przednim do masztu i dolnym do bomu.
Obecnie najpopularniejsze, ze względu na łatwość obsługi i dobre własności aerodynamiczne. Na kursach ostrych (bajdewind) pozwala na bardzo efektywne wykorzystanie siły aerodynamicznej, jednakże na kursach pełnych (baksztag i fordewind) nie osiąga tak dobrych parametrów aerodynamicznych jak np. ożaglowanie rejowe i gaflowe.

## Marconi bermudzkie
Dawniej top masztu przy ożaglowaniu bermudzkim odginał się ku rufie. Po zastąpieniu giętkich masztów sztywnymi ożaglowanie trójkątne zaczęto nazywać marconi lub marconi bermudzkie. Nazwa nawiązuje do anteny odbiornika Marconiego, którą przypominać miał prosty maszt po zrzuceniu żagla. Obecnie obydwie nazwy są tożsame i stosowane zamiennie.

## Sprawność aerodynamiczna
Powszechnie niesłusznie uważa się, że ożaglowanie bermudzkie jest najsprawniejsze ze wszystkich znanych typów. Badania przeprowadzone w tunelu aerodynamicznym wykazały, że wynikiem trójkątnego kształtu żagla jest znaczny opór indukowany, który jest główną składową wypadkowego oporu aerodynamicznego ożaglowania. Główną konsekwencją tej własności ożaglowania bermudzkiego jest zbyt wczesne odrywanie się strug powietrza w najwyższej części żagla, co sprawia, że 15% jego wysokości nie bierze udziału w wytwarzaniu siły ciągu. Im ostrzejszy kąt pomiędzy likiem wolnym a przednim, tym większy opór indukowany. Znacznie mniejsze straty, a więc i większą wartość siły aerodynamicznej obserwuje się w ożaglowaniu eliptycznym, stosowanym np. w klasie FD (latający holender). Tę samą tendencję polegającą na poszerzaniu głowicy żagla trójkątnego obserwuje się w windsurfingu. Ograniczenie w stosowalności tego ożaglowania w żeglarstwie sportowym narzucane jest przez formuły pomiarowe.